# Vasili Volski
Vasili Timoféyevich Volski (en ruso: Василий Тимофе́евич Во́льский; Moscú, Imperio ruso, 26 de febrerojul./ 10 de marzo de 1897greg. - Moscú, Unión Soviética, 22 de febrero de 1946) fue un oficial militar (coronel general) de las fuerzas mecanizadas soviéticas (1944). Oficial experto en tropas blindadas y en guerra con medios mecanizados, sirvió en las fuerzas móviles del Ejército Rojo desde antes del inicio de la Segunda Guerra Mundial.
En mal estado de salud debido a la tuberculosis laríngea que padecía, aun así se distinguió durante el conflicto al liderar en particular al poderoso 4.º Cuerpo mecanizado durante la Operación Urano, durante la Batalla de Stalingrado. Sus unidades blindadas contribuyeron decisivamente a cerrar el cerco del 6.º Ejército alemán, uniéndose al sur de Kalach del Don con las unidades blindadas soviéticas del norte.
Obligado a largos períodos de descanso debido a su precario estado de salud, reanudó el servicio activo en el frente en la segunda mitad de 1944, liderando el 5.º Ejército de Tanques de la Guardia hasta marzo de 1945, obteniendo una serie de victorias en los Estados Bálticos y en Prusia Oriental.

## Biografía

### Infancia y juventud
Alistado desde muy joven en el Ejército Imperial Ruso en 1916, participó como soldado ordinario en las etapas finales de la Primera Guerra Mundial en el Frente Oriental, antes de unirse a la Revolución Bolchevique; asignado en junio de 1918 como comisario político de un regimiento de infantería del nuevo Ejército Rojo, luego desempeñó tareas político-militares durante la Guerra civil rusa en el frente sur y en el frente siberiano desde septiembre de 1918 hasta noviembre de 1920.
Después de un período ejerció como comisario político de unidades de caballería en 1921-1922, en los años siguientes ocupó el mando de varios regimientos de caballería, en 1926 se graduó en la Academia Militar Frunze antes de ser trasladado a las nuevas tropas mecanizadas y motorizadas del Ejército Rojo que en ese momento estaban en proceso de ser organizados y establecidos. En 1930-1931 el alto mando soviético ordenó la activación de la 1.ª brigada mecanizada del ejército equipada con tanques y vehículos motorizados y Volski, que formaba parte de la inspección de tropas mecanizadas, recibió el mando de esta nueva formación. Con el grado de coronel, mantuvo el mando de la brigada mecanizada hasta 1935, ejerciendo una función importante en el proceso de desarrollo técnico-táctico de las fuerzas blindadas y motorizadas soviéticas.
Después de ocupar cargos representativos como agregado militar en la embajada soviética en Italia de 1935 a 1939, fue ascendido a mayor general en 1936, regresó a la Unión Soviética y fue nombrado subcomandante de la Academia de Mecanización y Motorización «J. Stalin» en Moscú. En vísperas de la invasión alemana de la Unión Soviética, tenía el rango de mayor general y continuaba en su puesto en la academia.

### Segunda Guerra Mundial
Durante la Operación Barbarroja, fue asignado al mando de todas las fuerzas blindadas y mecanizadas del Frente Sudoeste desplegadas en la RSS de Ucrania y participó en las desesperadas y desastrosas batallas para detener el avance de la Wehrmacht hacia Kiev y el Dnieper. En el invierno de 1941 Volski, en mal estado de salud debido a la tuberculosis laríngea que padecía, fue trasladado a Moscú para desempeñarse como director de la inspección de tropas motorizadas y blindadas del Ejército Rojo y se comprometió en el proceso de reconstrucción y reorganización general de las unidades móviles del ejército. En febrero de 1942 regresó al frente para controlar el uso de las fuerzas blindadas asignadas al sector de Crimea donde entró en conflicto con el comisario político Lev Mejlis, luego dirigió las débiles unidades mecanizadas disponibles en el frente del Cáucaso que se retiraba en el verano de 1942. frente a la ofensiva Fall Blau alemana. Debido a un empeoramiento de su enfermedad tuvo que pasar un tiempo en el hospital para recibir tratamiento y descansar. Decidido a volver a la acción, a pesar de sus precarias condiciones de salud.

#### Batalla de Stalingrado
Durante la fase de preparación de la Operación Urano, el alto mando soviético estaba reponiendo frenéticamente sus reservas blindadas y mecanizadas que debían haber llevado a cabo la tarea decisiva en la compleja maniobra de cerco. En la retaguardia del Frente de Stalingrado se formó el nuevo 4.º Cuerpo Mecanizado basado en los cuadros y soldados supervivientes del antiguo 28.º Cuerpo, destruido en el verano de 1942 en la curva del Don. Este nuevo y poderoso cuerpo mecanizado, equipado con más de 220 tanques modernos, fue asignado al mando de Volski, quien tenía la tarea de completar su entrenamiento y trasladar secretamente sus unidades móviles a las posiciones iniciales antes de la ofensiva. Debía realizar el avance decisivo con su 4.º Cuerpo Mecanizado desde el sur de Stalingrado hacia el noroeste, interceptar las líneas ferroviarias de comunicación por las que pasaban los suministros del 6.º Ejército alemán y entrar en conexión en dos días con las columnas blindadas soviéticas del Frente Suroeste en las cercanías de Kalach del Don y de esa manera cerrar el cerco sobre el 6.º Ejército y parte del 4.º Ejército Panzer alemanes.

Esquema de la Operación Urano

El 4.º Cuerpo Mecanizado logró completar su organización y el despliegue secreto de sus fuerzas a tiempo y el general Aleksandr Vasilevski, Jefe de Estado Mayor del Ejército Rojo, llegó al lugar y evaluó positivamente el trabajo y la eficiencia de Volski y de sus ayudantes. Sin embargo, unos días antes del inicio de la Operación Urano. El 17 de noviembre envió una carta directamente a Stalin donde le decía que las fuerzas disponibles no eran suficientes y que, por tanto, la operación estaba destinada al fracaso; Volski propuso posponer o incluso cancelar la ofensiva. Stalin discutió el contenido de la carta con el general Vasilevski, quien, muy sorprendido, rechazó las afirmaciones de Volski y confirmó que las tropas estaban listas y que tenía plena confianza en la victoria. Sin embargo, después de una breve conversación telefónica con Stalin, Volski retiró rápidamente sus críticas y expresó su determinación de completar con éxito la misión que se le había encomendado. Sin embargo, este singular episodio sigue sin estar claro, se ha hablado de fases de la depresión de Volski debido a sus compromisos en el campo y sus precarias condiciones de salud, pero algunos autores creen que la historia es poco digna de crédito De hecho, el 19 de noviembre de 1942, la Operación Urano comenzó con normalidad e inmediatamente logró importantes resultados; el 20 de noviembre, Volski también atacó con el 4.º Cuerpo Mecanizado y penetró fácilmente a través de las líneas del 4.º Ejército rumano. 
En realidad, en los primeros días de la ofensiva, Volski dirigió cuidadosamente el avance de sus unidades mecanizadas; las columnas empezaron a moverse con un retraso de algunas horas después de la ruptura del frente rumano, y en las etapas iniciales la marcha se realizó con dificultad debido a la dificultad del terreno y la presencia de campos minados; Se formaron atascos de tráfico durante el despliegue de las brigadas. En la noche del 20 de noviembre, Volski recibió la orden del mando del frente de seguir avanzando en la oscuridad para recuperar el tiempo perdido; el general se mostró inseguro y preocupado por posibles contraataques alemanes, pero al final cumplió las órdenes y sus unidades se movieron con cierta cautela durante la noche, llegando en la madrugada a la estación de Abganerovo donde interceptaron la importantísima línea ferroviaria que conectaba el 6.º Ejército alemán en Stalingrado con la retaguardia del frente alemán.

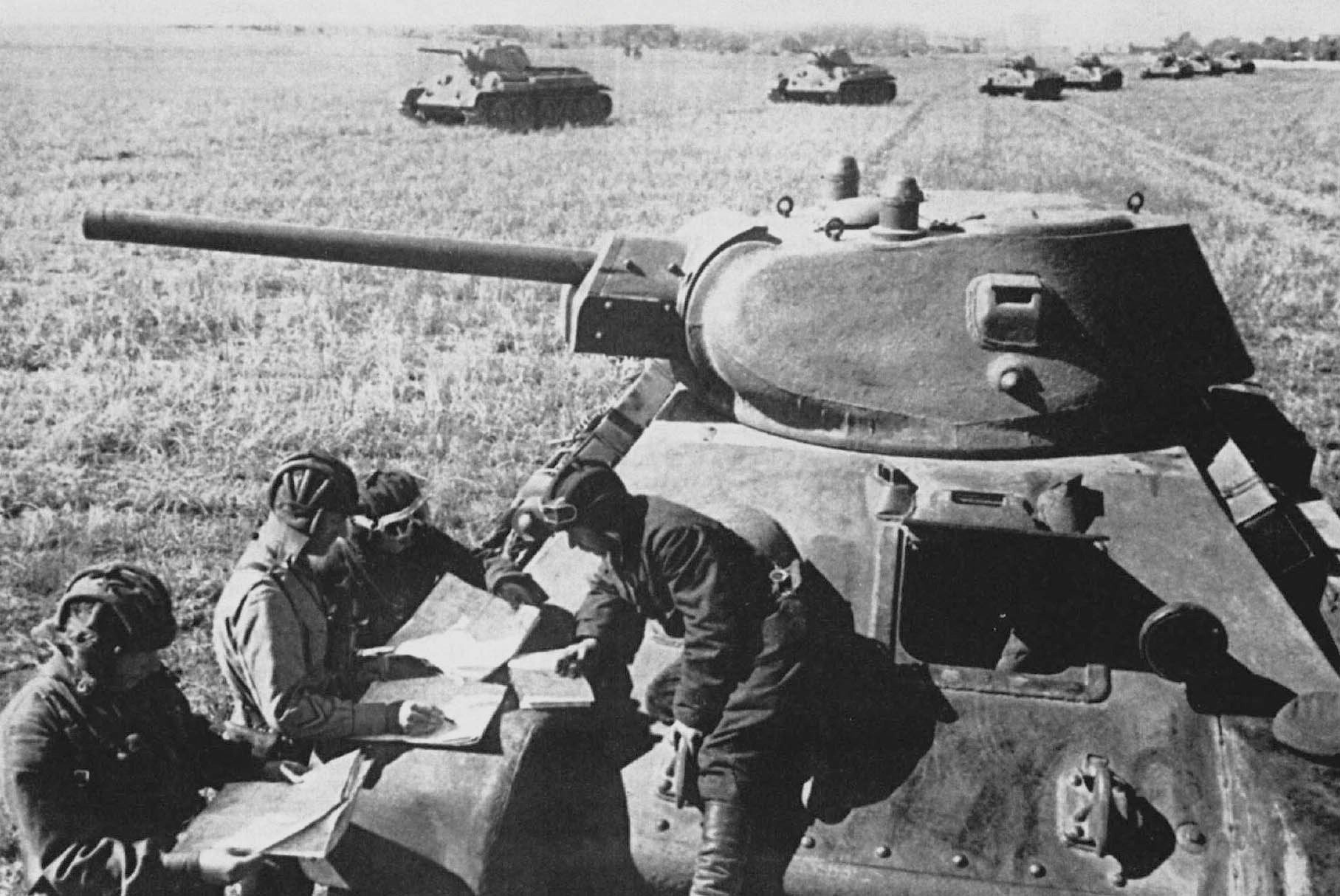
Las tripulaciones de los tanques T-34 se preparan para la Operación Urano.

El 21 de noviembre, el 4.º Cuerpo Mecanizado continuó avanzando hacia la ciudad de Zety; Volski, siempre preocupado por posibles contraataques, detuvo sus vanguardias, concentró las brigadas e hizo fluir los suministros; Esta nueva parada provocó la dura reacción de los comandantes del Frente de Stalingrado, los generales Andréi Yeriómenko y Markián Popov, quienes ordenaron categóricamente a Volski reanudar el avance lo antes posible y acelerar la maniobra antes de la llegada de las reservas alemanas. En la madrugada del 22 de noviembre, una nueva intervención del alto mando soviético instó a la reanudación inmediata de la ofensiva en términos categóricos; Se solicitaron informes detallados cada dos horas sobre el avance de las brigadas.
La maniobra del 4.º Cuerpo Mecanizado fue completamente exitosa y los vehículos blindados de Volski ocuparon fácilmente el pueblo de Sovietskij y sobre todo la estación de Krivomužinskaja; de esta manera también se interrumpió la última conexión ferroviaria del 6.º Ejército alemán. En la noche del 22 al 23 de noviembre se supo que los cuerpos blindados soviéticos procedentes de la margen derecha del Don se acercaban hacia el sur y por tanto que la reunificación y cierre definitivo de la bolsa de cerco era previsible. En la mañana del 23 de noviembre seguía preocupado; las noticias de Kalach del Don eran confusas y sus unidades habían detectado la presencia de unidades móviles alemanas en el noreste y habían tenido que enfrentarse en combate con ellas. La primera información sobre algunas columnas que se aproximaban desde el noroeste era incierta y Volski decidió enviar vanguardias que comenzaron a lanzar con cautela cohetes de señalización verde para evitar errores de identificación y accidentes. A las 3.30 p. m. se informó de la llegada de grupos de tanques que a su vez dispararon cohetes verdes; eran las unidades del 4º Cuerpo de Tanques del general Andrej Kravčenko procedentes de Kalach del Don los tanquista de los dos lados finalmente entraron en contacto y celebraron la unión y el cierre exitoso del cerco. En la noche del 23 de noviembre de 1942, se reunió por primera vez con el general Kravčenko en una casa en las afueras occidentales del pueblo de Sovietiskij, a la reunión también asistieron el general Markián Popov, y Nikita Jrushchov, el comisario político del Frente de Stalingrado; en esta ocasión los generales le felicitaron por la victoria y analizaron la situación estratégica en el campo.

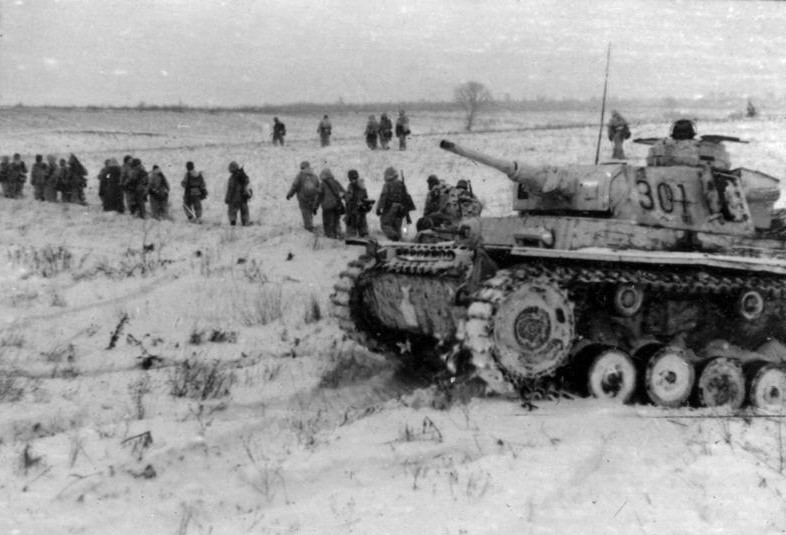
Tropas de los Panzergranaderos el 22 de diciembre de 1942, cuando ya se intuía el fracaso de la Operación Wintergewitter

Después del brillante éxito que marcó un punto de inflexión decisivo a favor del Ejército Rojo en la Batalla de Stalingrado, Volski y su cuerpo mecanizado volvieron a entrar en combate en la segunda semana de diciembre de 1942 durante la Operación Wintergewitter, cuando el general alemán Hermann Hoth lanzó el 4.º Ejército Panzer en el sector de Kotelnikovo para ayudar y desbloquear el 6.º Ejército cercado en Stalingrado. El 4.º Cuerpo Mecanizado de Volski fue llamado urgentemente y entró en combate el 15 de diciembre de 1942 cuando la situación de los soviéticos, se había vuelto difícil.

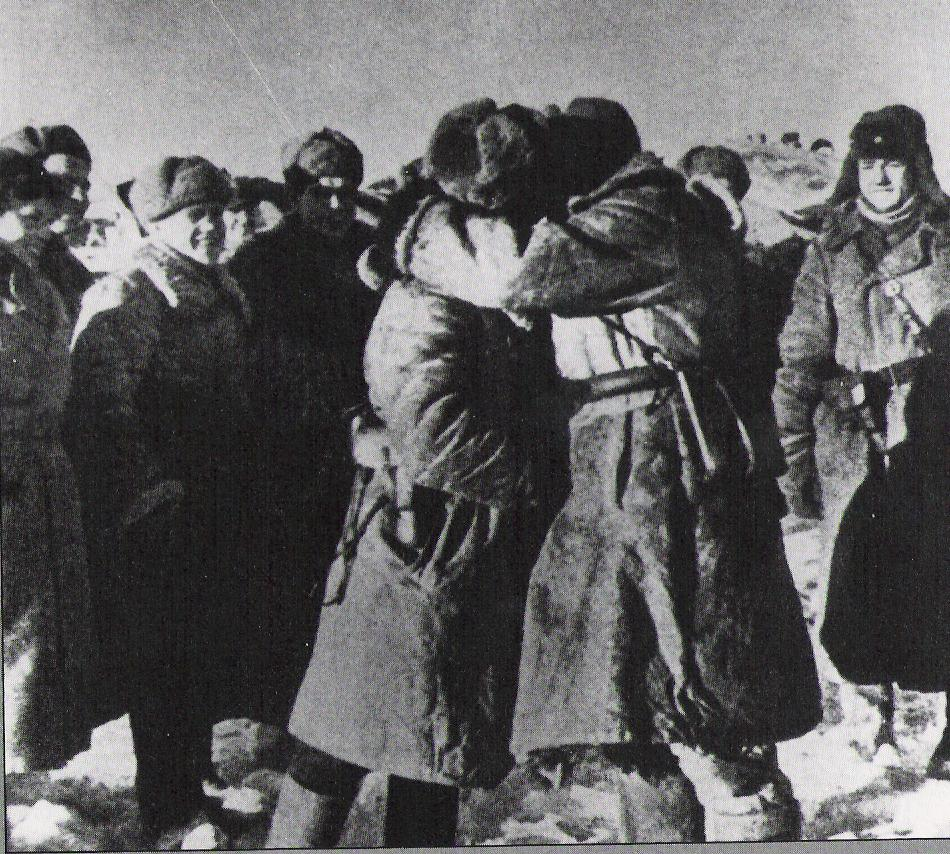
Los comandantes de las unidades de vanguardia soviéticas se abrazan después de completar el cerco del 6.º Ejército alemán

Volski dirigió pérsonalmente su cuerpo mecanizado durante los combates, reducido tras la operación Urano a unos 70 vehículos blindados y 5600 hombres, durante las duras batallas contra los panzers de la 6.ª División Panzer en el sector de Vercne Kumskij; la lucha continuó durante varios días con resultados mixtos. Las fuerzas de Volski sufrieron grandes pérdidas y, finalmente, el 19 de diciembre, se retiraron al norte del río Myškova, pero a su vez agotaron la capacidad ofensiva de las tropas blindadas alemanas. Volski, con su valiente acción, pudo detener la marcha del enemigo hacia Stalingrado y ganar tiempo al permitir que el alto mando soviético trajera poderosas reservas mecanizadas que, a partir del 23 de diciembre de 1942, intervinieron y decidieron el resultado de la batalla. Volski fue elogiado por su liderazgo durante el combate y recibió, la noche del 23 de diciembre, una carta de felicitación del subcomandante del Frente de Stalingrado en la que se le agradeció plenamente el excelente comportamiento de sus soldados.
El 18 de diciembre de 1942, el 4.º Cuerpo Mecanizado recibió la denominación honorífica de 3.º Cuerpo Mecanizado de la Guardia, en reconocimiento a los resultados obtenidos en el campo de batalla, y también participó en la nueva fase ofensiva en dirección a Kotelnikovo, lanzada por la Unión Soviética tras la llegada de nuevas reservas, que derrotó definitivamente a los alemanes. Volski dirigió a sus soldados hasta el 3 de enero de 1943 cuando, debido al deterioro de su salud, tuvo que dejar el mando y someterse a un nuevo período de tratamiento.

#### Últimos años
Fue ascendido el 7 de febrero de 1943, al grado de teniente general de blindados, pasó unos meses en el hospital y no volvió al servicio activo hasta junio de 1943, asumiendo un puesto no operativo. Considerado uno de los oficiales más experimentados y capaces de las fuerzas mecanizadas soviéticas, fue nombrado subcomandante de las Fuerzas Mecanizadas y Motorizadas del Ejército Rojo y se convirtió en el principal colaborador del mariscal de Blindados Yakov Fedorenko, comandante en jefe de dicho departamento, comprometido en el continuo fortalecimiento y modernización de los medios técnicos del ejército.
Regresó a la acción en el campo de batalla solo en el verano de 1944, asumiendo el mando del 5.º Ejército de Tanques de la Guardia, en ese momento comprometido en la gigantesca Operación Bagration el 18 de agosto. La famosa unidad blindada soviética había sufrido grandes pérdidas y su comandante, el mariscal de blindados Pavel Rótmistrov, había sido reemplazado el 8 de agosto por el coronel general de blindados Mijaíl Solomatin, quien, sin embargo, resultó herido a los pocos días por la explosión de una mina; A Volski se le encomendó la tarea de ocupar inmediatamente su lugar al frente del ejército.
Lideró el 5.º Ejército de Tanques de la Guardia durante la difícil Ofensiva del Báltico: después de ayudar a detener algunos contraataques peligrosos de las reservas blindadas alemanas, sus formaciones mecanizadas en octubre de 1944 participaron en la Batalla de Memel. Los carros de Volski alcanzaron el 10 de octubre la costa del mar Báltico en Palanga y cortaron las comunicaciones del Grupo de Ejércitos Norte, que permaneció aislado en la bolsa de Curlandia hasta el final de la guerra.
En la fase final de la guerra, fue ascendido el 26 de octubre de 1944 al rango de coronel general de las tropas blindadas, mantuvo el mando del 5.º Ejército de Tanques de la Guardia que fue asignado al 2.º Frente Bielorruso del mariscal Konstantín Rokossovski a cargo de la invasión de Prusia Oriental durante la gran Ofensiva del Vístula-Óder lanzada por el Ejército Rojo el 12 de enero de 1945. A pesar de la dura y prolongada resistencia de las tropas alemanas, los soviéticos lograron avanzar y desde el 17 de enero hizo intervenir sus vehículos blindados que llegaron a Mława y luego se desviaron, según las órdenes del alto mando, al norte y noreste en la dirección de la Laguna del Vístula. Después de maniobras atrevidas y difíciles, las fuerzas mecanizadas de Volski llegaron a la costa el 24 de enero de 1945; la agrupación alemana que defendía tenazmente Prusia Oriental fue aislada en la región fortificada de Königsberg. Participó con su ejército de tanques en la dura batalla final contra la agrupación alemana en Prusia Oriental (véase ofensiva de Prusia Oriental) y en febrero de 1945 el mariscal Rokossovski le encargó bloquear la retirada enemiga hacia el Cordón del Vístula. En marzo de 1945, sin embargo, Volski nuevamente tuvo que dejar el mando debido a sus graves problemas de salud y fue hospitalizado; por lo tanto, no participó en la batalla de Berlín.
Después de pasar los meses posteriores al final de la Segunda Guerra Mundial en el hospital; murió el 22 de febrero de 1946 debido al agravamiento de la enfermedad que padecía.

## Promociones
- Kombrig (17 de enero de 1936)
- Mayor general de blindados (4 de junio de 1940)
- Teniente general de blindados (7 de febrero de 1943)
- Coronel general de blindados (26 de octubre de 1944)[3]

## Condecoraciones
A lo largo de su carrera militar, Vasili Volski recibió las siguientes condecoraciones
|  | Orden de Lenin, dos veces                                                 |
|  | Orden de la Bandera Roja, dos veces                                       |
|  | Orden de Suvórov de 1.er grado                                            |
|  | Orden de Suvórov de 2.do grado                                            |
|  | Medalla por la Defensa de Stalingrado (1944)                              |
|  | Medalla por la Defensa del Cáucaso                                        |
|  | Medalla por la Victoria sobre Alemania en la Gran Guerra Patria 1941-1945 |
|  | Medalla por la Conquista de Königsberg                                    |
|  | Medalla del 20.º Aniversario del Ejército Rojo de Obreros y Campesinos    |